# 니키타 보차로프
니키타 블라디미로비치 보차로프(러시아어: Никита Владимирович Бочаров, 1992년 6월 12일 ~ )는 러시아의 축구 선수이다. 포지션은 미드필더이며, 현재 카자흐스탄 프리미어리그의 FC 토볼에서 활약하고 있다.
2009년부터 2012년까지 상트페테르부르크 훈련 캠프에 참여했으며 2012년부터 2015년까지 루빈 카잔 훈련 캠프에 참여했다. 2016년에는 카자흐스탄 프리미어리그 소속 클럽인 악퇴베로 이적했고 2017년부터 2018년까지 오르다바시 소속으로 활약했다. 2019년에는 토볼로 이적했다.